# Albertville, Alabama
Albertville är en stad i den amerikanska delstaten Alabama med en yta av 67,5 km² och en befolkning, som uppgår till 20 141 invånare (2009). 
Staden är belägen i den nordöstra delen av delstaten 250 kilometer norr om dess huvudstad Montgomery, och cirka 70 kilometer väster om gränsen mot Georgia.

## Kända personer från Albertville
- Bobby Thomason, utövare av amerikansk fotboll